# Culicoides novaguineanus
Culicoides novaguineanus är en tvåvingeart som beskrevs av Tokunaga 1959. Culicoides novaguineanus ingår i släktet Culicoides och familjen svidknott. Inga underarter finns listade i Catalogue of Life.